# Vorarlberg museum
Het vorarlberg museum (voormalig Vorarlberger Landesmuseum) in Bregenz is het nationale kunst- en cultuurmuseum van de Oostenrijkse deelstaat Vorarlberg.
Het werd opgericht in 1857 en is sindsdien het centrum voor het verzamelen en bewaren van de kunst en het culturele materiaal van de deelstaat. Het museum doet onderzoek naar zijn stukken en collecties en maakt het beschikbaar voor het publiek. Inhoudelijk richt zich het werk van het museum op materiaal uit Vorarlberg en beschouwt dit tegelijkertijd in een context die verder gaat dan de grenzen van de staat. De collectie bevat 150.000 voorwerpen uit de archeologie, geschiedenis, kunstgeschiedenis en folklore.
Het museum werkt samen met andere nationale, internationale en regionale culturele instellingen. Verder heeft het tot doel de wetenschap te ondersteunen door samen te werken met onderzoeksfaciliteiten en door onderzoeksresultaten zichtbaar te maken.

## Geschiedenis
Het museum werd in 1857 door een particuliere vereniging opgericht met als doel het culturele erfgoed van de staat te bewaren, de uitvoer van belangrijke objecten te verhinderen en, zo mogelijk, de terugkeer van eerder geëxporteerde materialen te bereiken. 

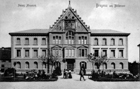
Het eerste gebouw van 1905

Het gebouw werd in 1860 geopend, maar was al gauw te klein voor de snelgroeiende collecties. Ondanks de financiële bijdragen van de plaatselijke industrie en de stad Bregenz was het financieel niet mogelijk om tot 1902 met de bouw van een nieuw gebouwd museum te beginnen. Het nieuwe, ultramoderne museum werd geopend in 1905. Het werd ontworpen door Georg Baumeister en beschikte over een verwarming en een bescherming tegen brand en overstromingen. Ondanks de voorzieningen voor groei van de collecties, was het al snel overvol. Alhoewel in de jaren 1930 over het tekort aan ruimte werd geklaagd, was het pas in de jaren 1950 dat de volgende reconstructie plaatsvond – een nieuwe verdieping werd toegevoegd en de decoratieve façade werd verwijderd. Het werd heropend in 1960 en vertegenwoordigde de eerste investering in het gebouw gedurende een halve eeuw om tegemoet te komen aan de toenemende verwachtingen van bezoekers.
Ondertussen werden in 1947/48 de collecties en het gebouw overgebracht naar de deelstaat Vorarlberg. Sinds 1997 heeft het management, samen met de Bregenz kunstgalerie en het Vorarlbergse staatstheater, ondersteuning gekregen van een managementservicebedrijf dat voor dit specifiek doel is opgericht.
In 2007 werd besloten het museum opnieuw te renoveren. Het herontwerp werd uitgevoerd door de architecten Cukrowicz & Nachbaur, die de eerder aangekondigde wedstrijd hadden gewonnen. Op 5 oktober 2009 was het museum gesloten voor de bouw van een nieuw gebouw dat is ontworpen om het vorige vloeroppervlak te verdubbelen omdat het districtscentrum in het nieuwe gebouw moest worden opgenomen. De herinrichting is in 2013 voltooid. De gevel is versierd met 16.656 "bloesems". Dit zijn betonnen afgietsels van de bodem van in de handel verkrijgbare PET-flessen.

## Tentoonstellingen

### Hoofdtentoonstellingen[11]
- "Vorarlberg. A Making Of" (over de geschiedenis van Vorarlberg)
- "Buchstäblich Vorarlberg" ("Letterlijk Vorarlberg", presentatie van meer dan 160.000 kunstvoorwerpen uit kunst, geschiedenis en archeologie)
- "Weltstadt oder so? Brigantium im 1. Jh. n. Chr." ( "Kosmopolitische stad of zoiets? Brigantium in de 1e eeuw na Christus")

#### Voormalige hoofdtentoonstellingen[12]
- 2013–2018 “Römer oder so? Eine Ausstellung zum Gräberfeld in Brigantium” (“Romeinen of zoiets? Een tentoonstelling over de begraafplaats in Brigantium”)
- 2016-2021 “Ganznah. Landläufige Geschichten vom Berühren” (“Van dichtbij. Lokale verhalen”, over verrassende verhalen en weetjes over de regio)

## Galerij

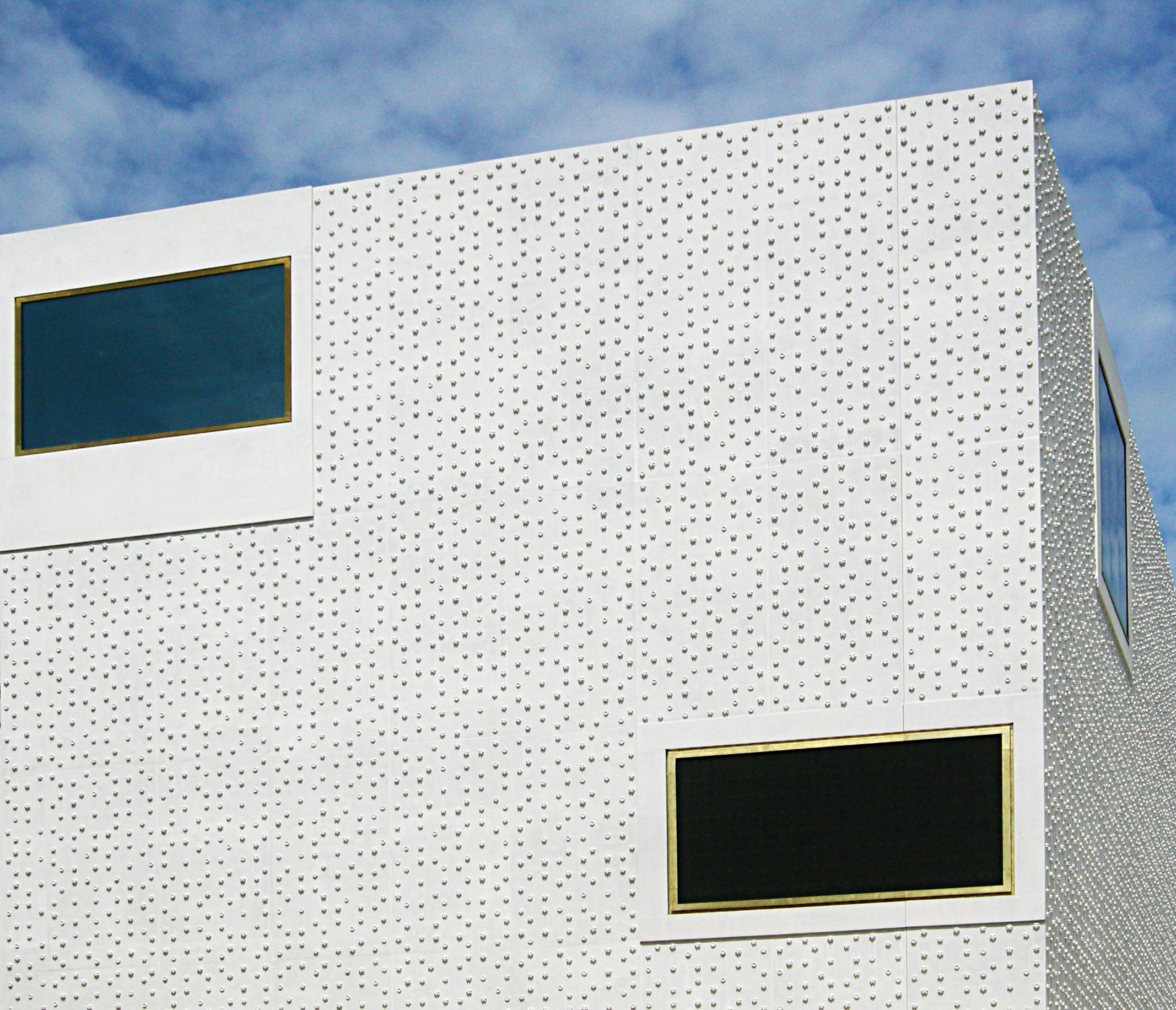
Het museum van buiten
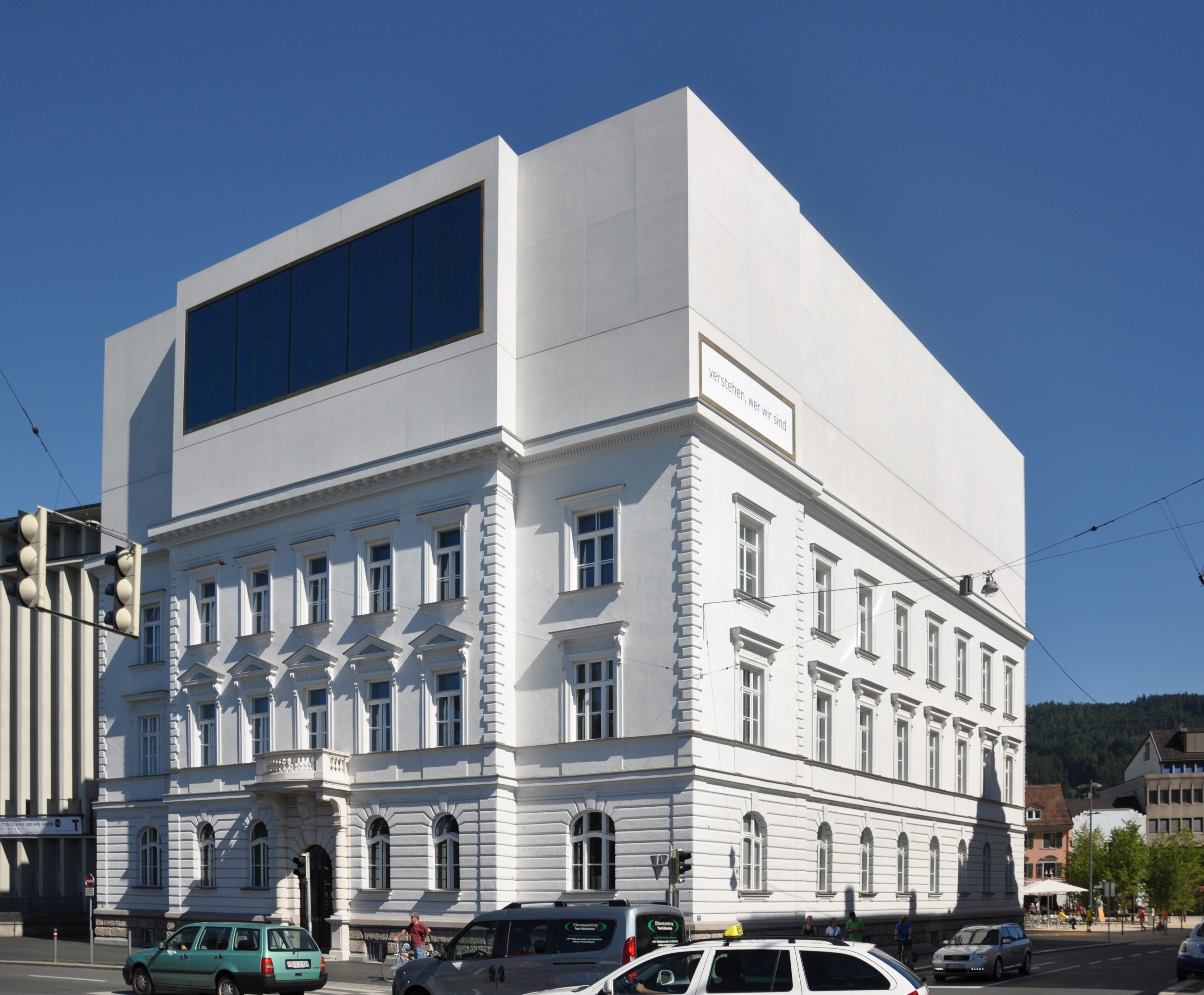
Het vorarlberg museum van buiten
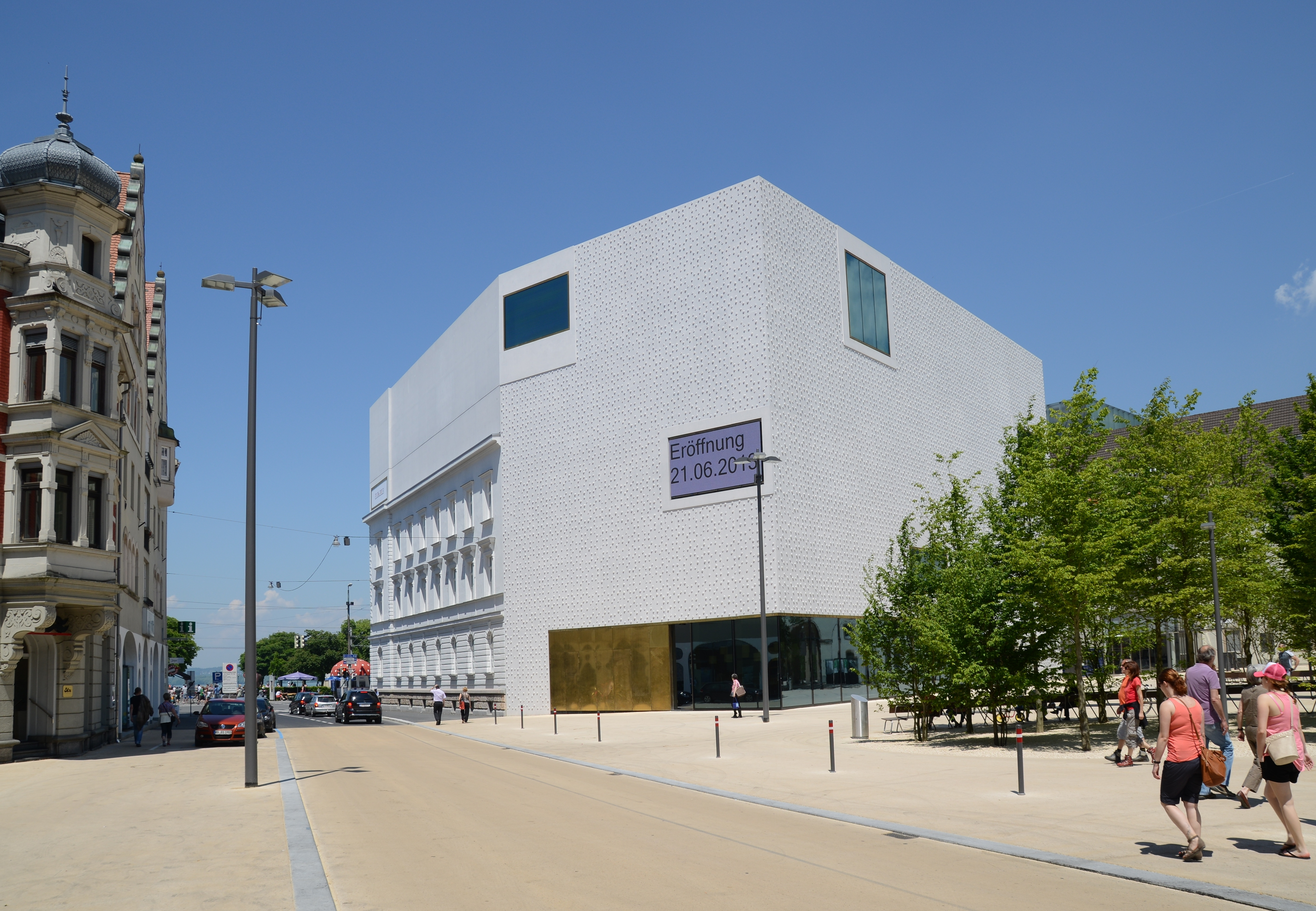
Het vorarlberg museum van buiten
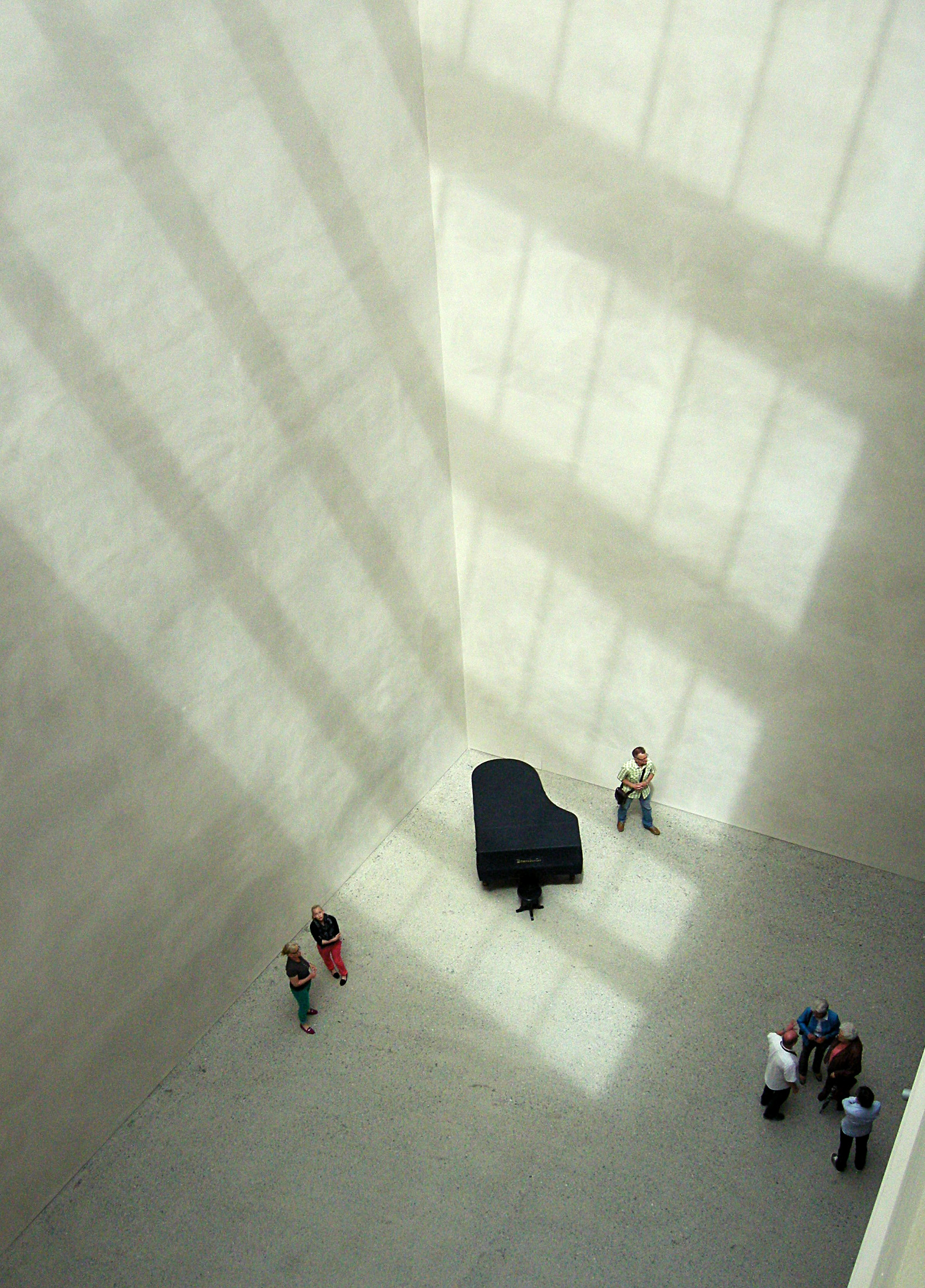
Het vorarlberg museum van binnen
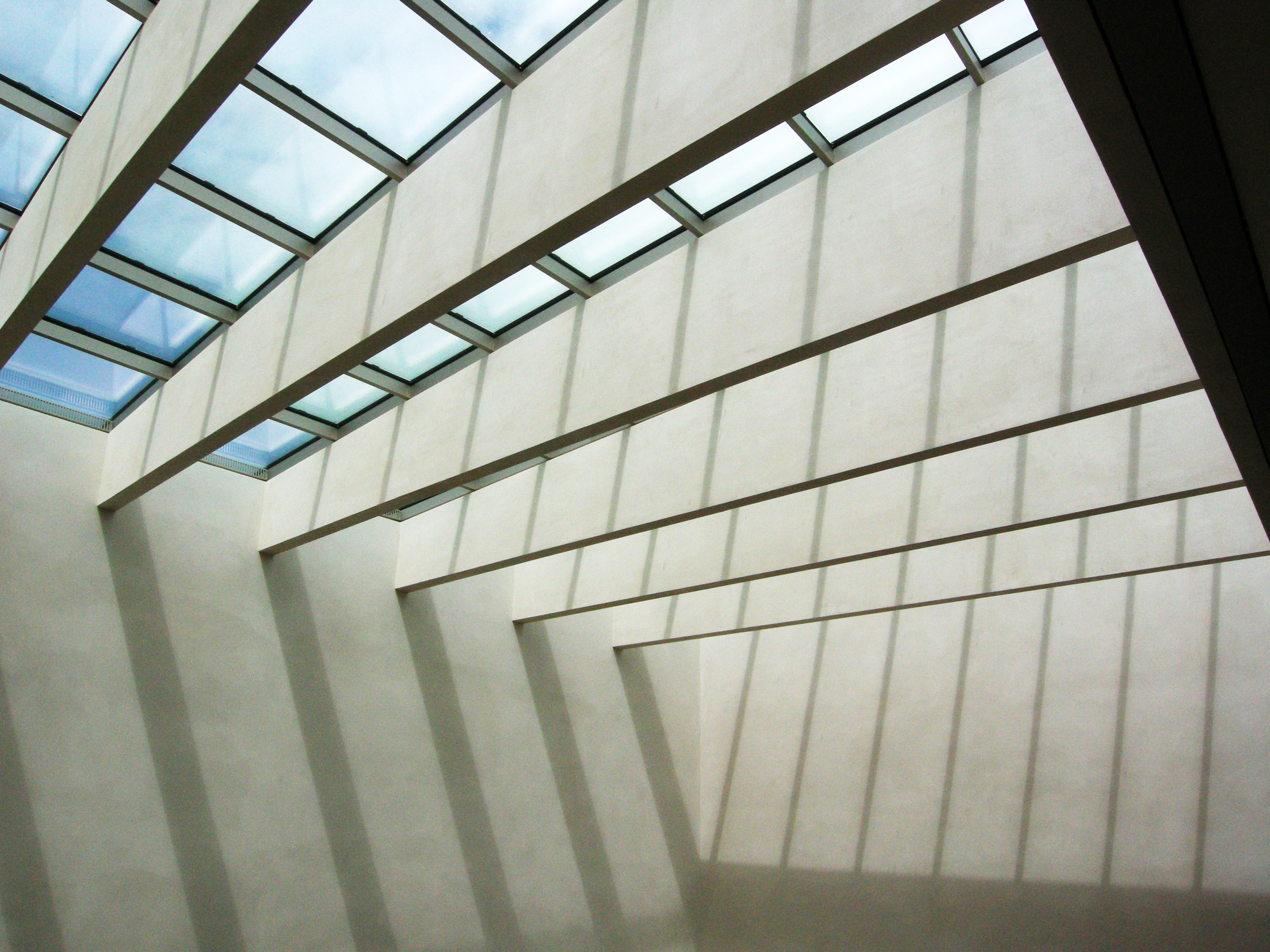
Het vorarlberg museum van binnen
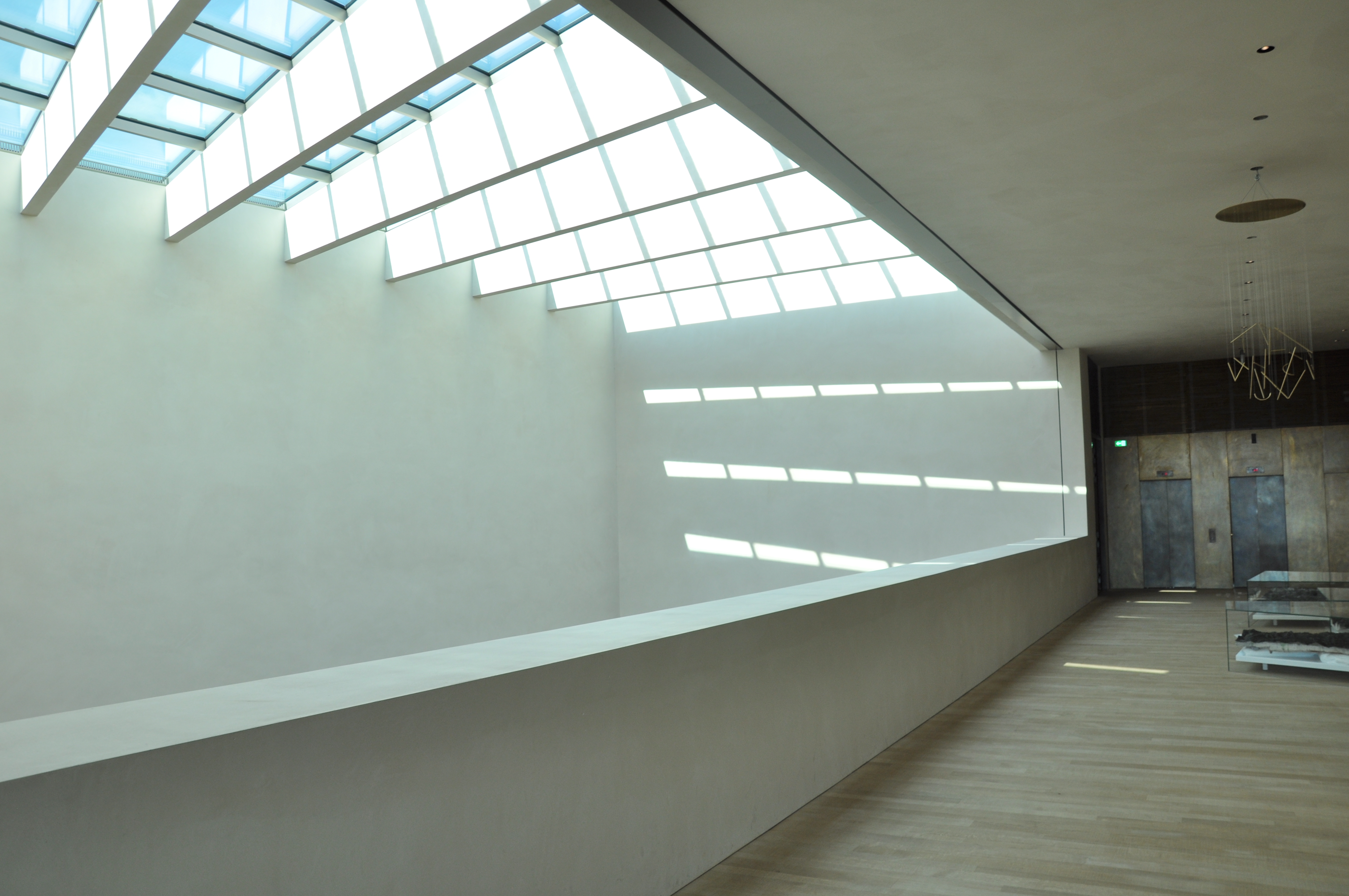
Het vorarlberg museum van binnen
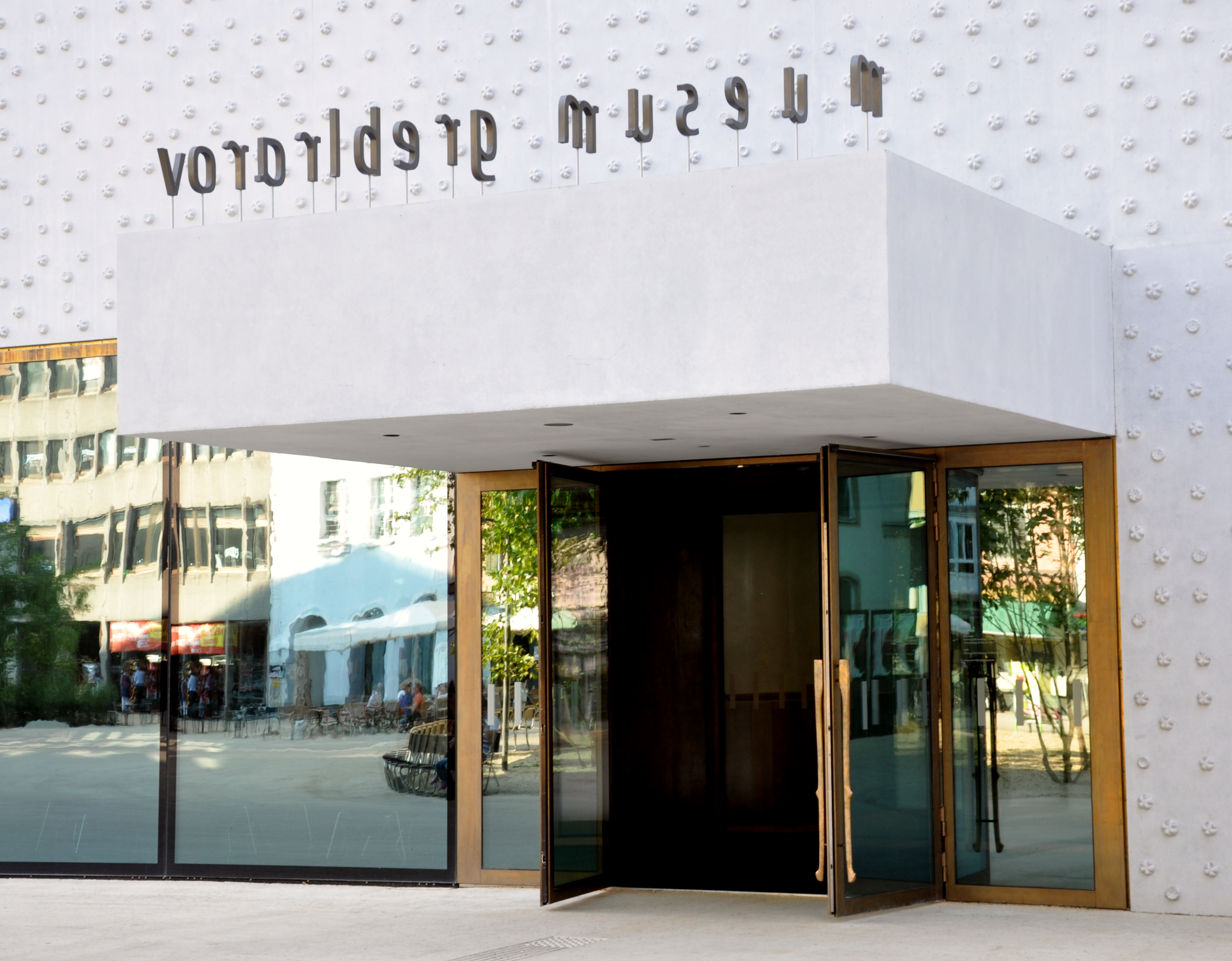
De ingang van het gebouw
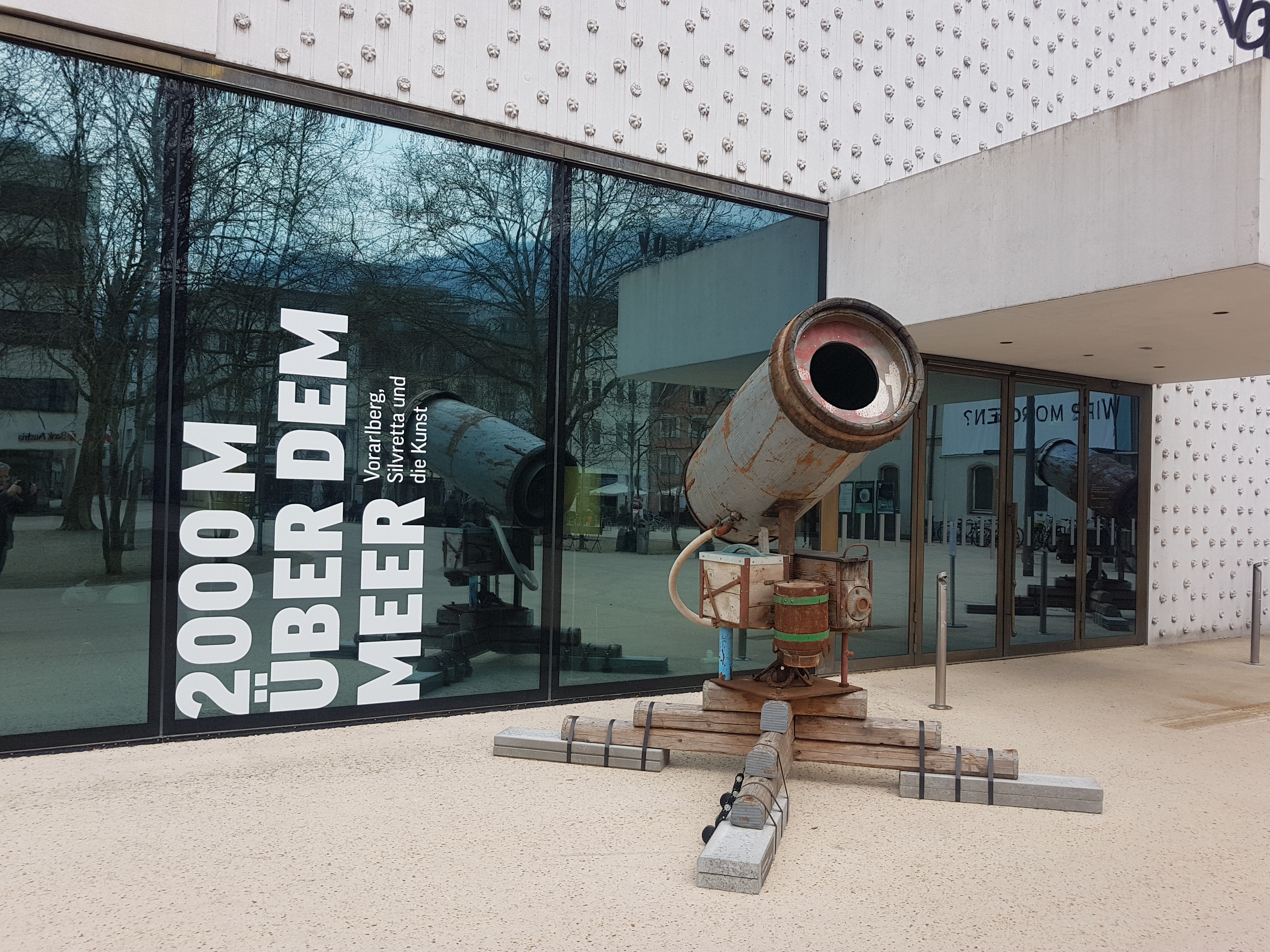
Het museum van buiten

## Directeuren van het vorarlberg museum
- 1948–1986: Elmar Vonbank
- 1986–2006: Helmut Swozilek
- 2006–2011: Tobias G. Natter
- sinds april 2011: Andreas Rudigier[13]